# Ивановское (Чеховский район)
Ивановское — село в Чеховском районе Московской области, в составе муниципального образования сельское поселение Стремиловское (до 28 февраля 2005 года входила в состав Стремиловского сельского округа).

## Население
| 2002 | 2006 | 2010 |
| ---- | ---- | ---- |
| 29   | ↘21  | ↗28  |

## География
Ивановское расположено примерно в 10 км на запад от Чехова, при впадении справа реки Никажель в Лопасню, высота центра посёлка над уровнем моря — 157 м. На 2016 год в Ивановском 9 улиц и 1 садоводческое товарищество.
Всехсвятская церковь в Ивановском известна с XVIII века, к 1883 году был построен кирпичный пятиглавый храм в русско-византийском стиле, с трапезной и колокольней, в духе проектов Константина Тона. Закрыт в 1930-х годах, вновь действует с 2001 года.